# Qalaat Abou el-Hassan
Die Zitadelle Qalaat Abou el-Hassan (arabisch قلعة أبو الحسن, Zitadelle von Abou el-Hassan, Abou el-Hassan el-Salibi), deren Befestigungen aus dem 12. Jahrhundert stammen, ist eine der am besten erhaltenen Festungen in der Region Chouf. Sie liegt in der Nähe des Dorfes Joun (arabisch جون) auf einer Höhe von 168 m über dem Meer. Sie riegelt das Tal des Nahr al-Awali ab. 
Die heutigen Bauwerke stammen aus der Zeit der Mamluken (12. Jh.). Auf einem recht begrenzten Platz steht ein großer quadratischer Turm, dessen überwölbte Räume mit Schießscharten noch sehr gut erhalten sind. Im nördlichen Bereich der Festung befinden sich auch noch einige zerfallene und überwucherte Überreste von Gebäuden. Ausgrabungen im Jahr 2005 brachten einige Keramikscherben aus der Römerzeit ans Tageslicht. Die Festung hat seit jeher die Straße zwischen Sidon und Jezzine überwacht, die in nächster Nähe verläuft.